# Le Crès
Le Crès är en kommun i departementet Hérault i regionen Occitanien i södra Frankrike. Kommunen ligger i kantonen Castelnau-le-Lez som tillhör arrondissementet Montpellier. År 2022 hade Le Crès 9 267 invånare.

## Befolkningsutveckling
Antalet invånare i kommunen Le Crès
Referens:INSEE